# Symfonie nr. 4 (Zhu)
Jianer Zhu voltooide zijn Symfonie nr. 4 "6.4.2-1"  in mei 1990. Het werk is geschreven ter gelegenheid van het Queen Marie-José International Composition Competition; vanaf 2008 het Concours van Genève, (Genève, Zwitserland), alwaar het de eerste prijs won. De samenstelling van het orkest was aan strikte eisen gebonden; een solist en strijkinstrumenten in een vaste samenstelling. De orkestratie, die ook terug te vinden is in de bijtitel, luidt als volgt:
- 6 eerste violen
- 6 tweede violen
- 4 altviolen
- 4 celli
- 2 contrabassen en
- 1 solist.

De solist speelt hier een drietal soorten bamboefluiten, hetgeen direct ook een aanwijzing is voor de muziek. Het is een mengeling van traditionele Chinese muziek met Westerse invloeden. Dat geldt zowel voor de muziek van de solist als van het ondersteunend ensemble. Door het ontbreken van enig percussieinstrument moeten de strijkinstrumenten soms percussieklanken voortbrengen.
Het werk is geschreven in één deel.

## Discografie
- Uitgave Marco Polo in een serie gewijd aan Chinese klassieke muziek: Shanghai Philharmonisch Orkest o.l.v. Cao Peng; een opnae van 1994.